# Oligodendrocyt
Oligodendrocyten (Grieks voor 'cellen met een aantal takken') of oligodendroglia zijn een type gliacellen die voor het eerst zijn beschreven door Pío del Río Hortega. De voornaamste functie van oligodendrocyten is het myeliniseren van zenuwceluitlopers (axonen) in het centrale zenuwstelsel van hogere gewervelden (in het perifeer zenuwstelsel is dezelfde functie voorbehouden aan de zogenaamde schwanncellen). Een enkele oligodendrocyt kan ongeveer 50 axonen omwikkelen, in stukken van ongeveer 1 µm, zo de myelineschede vormend. Een Schwann-cell daarentegen kan slechts één axon omwikkelen. Het zenuwstelsel is in hoge mate afhankelijk van deze myelineschede voor isolatie (verlaagde ionlekkage en lagere weerstand van de celmembraan), een algehele toename in geleidingssnelheid (saltatoire voortgeleiding van actiepotentialen) en verkleining; de geleidingssnelheid van gemyeliniseerde axonen neemt lineair toe met de diameter van het axon, terwijl de geleidingssnelheid van niet-gemyeliniseerde axonen slechts toeneemt met de vierkantswortel van de diameter.
Oligodendrocyten worden alleen aangetroffen in het centrale zenuwstelsel (CNS) bestaande uit de hersenen en het ruggenmerg. Het is het laatste celtype dat tijdens de organogenese in het CNS wordt gegenereerd, eminerend uit de ventriculaire zone van het embryonale ruggenmerg.